# Teresa Heinz
Teresa Heinz (nata Maria Teresa Thierstein Simões-Ferreira), coniugata Heinz Kerry; Lourenço Marques, 5 ottobre 1938) è un'imprenditrice e filantropa statunitense di origine portoghese. Heinz è la vedova dell'ex senatore degli Stati Uniti Henry John Heinz III e l'attuale moglie dell'inviato presidenziale speciale degli Stati Uniti per il clima, senatore di lunga data e candidato presidenziale democratico del 2004 John Kerry. Heinz è presidente di Heinz Endowments e di Heinz Family Philanthropies. Nel 2003 è stata insignita della medaglia d'oro Albert Schweitzer per l'umanitarismo.
È stata membro del Partito Repubblicano  sino al 2003 per poi diventare esponente del Partito Democratico.

## Biografia
Maria Teresa Thierstein Simões-Ferreira nacque nella città di Lourenço Marques (in seguito ribattezzata Maputo) nella colonia dell'Africa orientale del Mozambico portoghese, che in seguito divenne la nazione del Mozambico. I suoi genitori erano José Simões-Ferreira Jr., un oncologo di origine portoghese e specialista in malattie tropicali, e Irene Thierstein, cittadina portoghese e britannica.  Il padre di Irene Thierstein era il rampollo di una famiglia svizzero-tedesca che viveva a Malta, e sua madre era la figlia, metà francese e metà italiana, di un armatore alessandrino che commerciava con la Russia durante la guerra di Crimea; entrambi emigrarono nell'Africa orientale portoghese.
Nel 1960, Simões-Ferreira ha conseguito un Bachelor of Arts in Lingue e letterature romanze presso l'Università del Witwatersrand, Johannesburg, Sudafrica. Nel 1963 si è laureata alla "Scuola Interpreti" dell'Università di Ginevra. Uno dei suoi compagni di studio era l'ex segretario generale delle Nazioni Unite Kofi Annan. A Ginevra incontrò per la prima volta anche il suo futuro primo marito, Henry John Heinz III, nipote del fondatore dell'impero Heinz nel settore del ketchup; a Ginevra Heinz III lavorò nell'estate 1962 presso l'Unione di banche svizzere (UBS). Terminati gli studi, Teresa, che parla correntemente inglese, spagnolo, francese, italiano e il suo portoghese nativo, si è trasferita negli Stati Uniti dove ha lavorato come traduttrice a tempo pieno per il Consiglio di amministrazione fiduciaria delle Nazioni Unite a New York.

### Henry Jogn Heinz III
Il 5 febbraio 1966 ha sposato a Pittsburgh il miliardario e futuro senatore repubblicano dello stato della Pennsylvania Henry John Heinz III, nipote ed erede del fondatore dell'impero del ketchup Heinz, Henry John Heinz. Dal matrimonio nacquero tre figli, Henry John Heinz IV (* 1967), Andre Heinz (* 1970) e Christopher Drake Heinz (* 1973). Dopo la morte del marito in un incidente aereo nell'aprile 1991, lei ha ereditato gran parte della sua fortuna: all'epoca il suo patrimonio totale era stimato tra 500 milioni e 1 miliardo di dollari, rendendola più ricca del suo futuro marito, John Kerry.

### John Kerry
Nel 1990, Teresa Heinz ha incontrato il senatore Kerry a una manifestazione per la Giornata della Terra. Quella fu l'unica volta in cui i due si incontrarono prima che il senatore Heinz morisse nell'incidente aereo del 4 aprile 1991. Nel 1992, Teresa Heinz incontrò di nuovo Kerry, questa volta al Summit della Terra a Rio de Janeiro, in Brasile. Heinz era membro di una delegazione del Dipartimento di Stato nominata dall'allora presidente George H.W. Bush. I due hanno iniziato a frequentarsi nel 1993 e si sono sposati il 26 maggio 1995 a Nantucket, nel Massachusetts. Scegliendo di rimanere registrata come repubblicana fino alla candidatura presidenziale di John Kerry nel 2004, Heinz ha mantenuto il nome Teresa Heinz. Nel maggio 2004, ha detto:

### Salute
Nel dicembre 2009, Heinz ha rivelato di essere in cura per un cancro al seno. Heinz ha dichiarato di aver subito diverse lumpectomie e che avrebbe seguito un tipo mirato di trattamento radioterapico chiamato irradiazione parziale accelerata del seno (APBI).
Il 7 luglio 2013, Heinz è stata portata in ambulanza al Nantucket Cottage Hospital dopo aver mostrato sintomi compatibili con un attacco epilettico. È stata descritta come in condizioni "critiche ma stabili". Heinz è stata quindi trasportata in aereo al Massachusetts General Hospital per ulteriori cure mediche ed esami. Le sue condizioni sono migliorate il giorno successivo, e i medici sono stati in grado di escludere un attacco di cuore, un tumore al cervello, un ictus e altri fattori scatenanti.  L'11 luglio è stata trasferita allo Spaulding Rehabilitation Hospital per continuare la guarigione. Heinz è stata rilasciata il 17 luglio 2013 dallo Spaulding Rehabilitation Hospital di Boston. Si è ripresa a casa dopo alcune cure ambulatoriali.

## In politica
Come il suo primo marito, Heinz è stata repubblicana registrata per la maggior parte della sua vita elettorale, e lo è rimasta nonostante fosse sposata con Kerry. Nel gennaio 2003 ha però cambiato la sua iscrizione al Partito Democratico.
Nel 2003, Heinz è stata nominata nell'elenco PoliticsPA delle "donne politicamente più potenti della Pennsylvania".
Si dice che Heinz sia stata incoraggiata a candidarsi per il posto vacante al Senato del suo primo marito dopo la sua morte. Heinz ha rifiutato e si è anche rifiutata di sostenere la candidatura del deputato repubblicano Rick Santorum nel 1994 per quel seggio. Lo identificò pubblicamente come "l'antitesi" del suo defunto marito, e in seguito lo chiamò "Forrest Gump con atteggiamento". Si diceva che avrebbe sfidato Santorum nel 2006 (come democratica), ma non ha partecipato alla corsa e la nomination democratica è andata al tesoriere di stato Bob Casey Jr., che ha poi sconfitto Santorum.

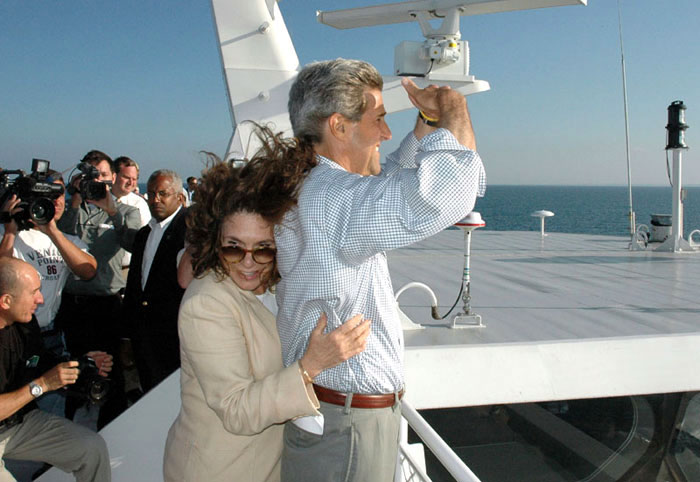
Teresa Heinz con John Kerry

In un'intervista del 2004, Heinz ha criticato la politica di guerra in Iraq di George W. Bush, affermando: "La nostra prima priorità era il terrorismo. Ora ci siamo fatti nemici di persone che erano nostri amici, e persino i nostri alleati diffidano di noi. E questa è una cosa terribile".
Heinz ha fama di essere una personalità molto diretta. In un'intervista pubblicata su USA Today nel luglio 2004, a Heinz fu chiesto delle differenze tra lei e l'allora First Lady Laura Bush:
Più tardi Heinz ha ritrattato la dichiarazione, dicendo che era "sinceramente dispiaciuta" per l'osservazione: "Avevo dimenticato che la signora Bush aveva lavorato come insegnante e bibliotecaria, e non poteva esserci lavoro più importante che insegnare ai nostri figli". Ha ancora detto: "Come persona che è stata sia mamma a tempo pieno che lavoratrice a tempo pieno, so che tutti abbiamo esperienze preziose che modellano ciò che siamo. Apprezzo e onoro il servizio reso dalla signora Bush al Paese come first lady, e sono sinceramente dispiaciuta. Non avevo ricordato il suo importante lavoro in passato."" Laura Bush minimizzò la vicenda: "Non mi importava. Non ha ferito i miei sentimenti. Era perfettamente giusto che lei si scusasse anche se non aveva bisogno di farlo. So quanto sia difficile. Conosco quelle domande trabocchetto...".

## Filantropia
Teresa Heinz è la presidentessa di Heinz Endowments e Heinz Family Philanthropies, che eroga denaro a varie cause sociali e ambientali. Assiste la città di Pittsburgh, dove la famiglia Heinz ha molti legami finanziari e familiari. In riconoscimento della sua filantropia e attivismo, Heinz ha ricevuto dottorati onorari da varie istituzioni tra cui l'Università del Massachusetts Boston, l'Università del Massachusetts Dartmouth, il Washington & Jefferson College, l'Università del Witwatersrand di Johannesburg.
Nel 2003, Heinz è stata insignita della medaglia d'oro Albert Schweitzer per l'umanitarismo. È stata eletta membro dell'American Academy of Arts and Sciences. È stata amministratore fiduciario della St. Paul's School (Concord, New Hampshire), frequentata da Kerry.
Heinz fa parte del consiglio di selezione dei Jefferson Awards for Public Service.

### Programmi ambientali e sostegno
Heinz ha contribuito al movimento ambientalista attraverso numerosi programmi e sforzi di sensibilizzazione. Nel 1990, ha co-fondato l'Alliance to End Childhood Lead Poisoning (più tardi conosciuta come Alliance for Healthy Homes, da allora fusa con il National Center for Healthy Housing), attraverso la prima sovvenzione ambientale del Vira I. Heinz Endowment. Nel 1992, è stata delegata al Summit della Terra, in rappresentanza di organizzazioni non governative.
Nel 1993, con Kerry e l'accademico ambientalista Dr. Anthony Cortese, ha co-fondato Second Nature, che porta "Educazione alla sostenibilità" nei campus universitari. Nel 1993, ha fondato gli Heinz Awards, inclusa una categoria per i contributi eccezionali all'ambiente. Nel 1995, con una sovvenzione di 20 milioni di dollari, la Heinz Endowments fornì il finanziamento iniziale per l'Heinz Center, "un'istituzione senza scopo di lucro dedicata al miglioramento delle basi scientifiche ed economiche per la politica ambientale attraverso la collaborazione multisettoriale tra industria, governo, mondo accademico e organizzazioni ambientaliste".
Dal 1996, Heinz ha ospitato una serie di conferenze annuali sul tema "La salute delle donne e l'ambiente".  Ha fondato Teresa Heinz Scholars for Environmental Research, che assegna ogni anno otto premi da 10.000 dollari per il sostegno alla tesi di dottorato e otto premi da 5.000 dollari per il sostegno alla tesi di master per la ricerca avente "rilevanza nelle politiche pubbliche che aumenta la comprensione della società delle preoccupazioni ambientali e delle soluzioni proposte".  Heinz è membro del consiglio dell'Environmental Defense Fund.

### Programmi di sicurezza economica e sostegno alle donne
Nel 1995, è stato pubblicato il libro Pensions in Crisis: Why the system is failing America and how you can Protect your future (successivamente ripubblicato come The Pension Book), con il sostegno della Fondazione Teresa e H. John Heinz III e una prefazione di Heinz.
Sollecitata dalle questioni scoperte da Pensions in Crisis, Heinz e la sua fondazione hanno creato la Women's Retirement Initiative per "estendere tale indagine ed esaminare come le dinamiche del nostro sistema pensionistico contribuiscono al tasso sproporzionato di povertà tra le donne anziane". Nel 1996 le Fondazioni Heinz hanno creato WISER, l'Istituto femminile per una pensione sicura.